# Филлипс, Джон Джордж
Джон Джордж (Джек) Филлипс (англ. John George “Jack” Phillips, 11 апреля 1887 — 15 апреля 1912) — старший из радистов «Титаника». Погиб в кораблекрушении.

## Карьера
Джек Филлипс родился в понедельник 11 апреля 1887 года в комнатах над магазином мануфактурных товаров в городе Годалминг, Суррей. Его отец, Альфред Филлипс, управлял этим магазином вместе с женой Анной (в девичестве Сандерс), будучи наёмным работником мистера Гаммона, владельца сети торговых точек в городе. Ко времени рождения Джека в семье уже были дети — 13-летние девочки-близнецы Элси и Этель.
Сперва он начал учиться в церковной школе, позже был переведён в частную школу для мальчиков. К 1902 г. Джек закончил своё образование (ему было 15 лет) и нанялся в почтовую контору Годалминга, надеясь стать телеграфистом. В марте 1906 г. он был направлен на обучение в школу радиооператоров компании Marconi в Сифорт Бэрракс к северу от Ливерпуля. Окончив обучение в августе того же года, Джек Филлипс получил свою первую должность радиста — на борту корабля «Тевтоник» компании White Star Line.
Следующие два года он плавал на различных лайнерах, включая «Лузитанию» и «Мавританию». Однажды по пути в Европу судно, на котором служил Джек, потерпело крушение. Как потом вспоминал его друг, доктор Шеннон, попавший в инцидент вместе с Филлипсом, радист сказал ему, что это было второе кораблекрушение в его карьере — а третье, скорее всего, «прикончит его».
Позже Джек Филлипс получил пост оператора станции Marconi на окраине небольшого городка Клифден (западный берег Ирландии, графство Голуэй). Там он служил, передавая и получая сообщения со станции Marconi в Глейс Бей, Нова Скотия (Glace Bay, Nova Scotia), однако, как выразился Джек: «Работа радиооператором на яхтах не достаточно быстра для меня», поэтому к концу 1911 г. он вернулся в море. До Нового года он работал на «Адриатике», а позже перешёл на трансатлантические рейсы. Несмотря на молодость, Филлипс уже считался опытным оператором, передающим сообщения со скоростью около 39 слов в минуту (при 18 в среднем для радистов).
Личная жизнь Джека Филлипса складывалась не слишком удачно. Под давлением родителей он был вынужден помолвиться с Кэйтлин Бекс, дочерью их друзей, но «жених и невеста» не чувствовали никакого интереса друг к другу. Напротив, Джек был давно влюблён в Беатрис Феллон, свояченицу одного из своих друзей, и они встречались тайно, когда только могли.
В марте 1912 года Джек получил назначение на «Титаник» и перебрался из Англии в ирландский Белфаст, где встретился со своим будущим напарником, Гарольдом Брайдом. В противовес мнению многих, Брайд утверждал, что они не были знакомы до того дня. Радиостанция огромного лайнера требовала постоянного присутствия операторов, и они договорились о том, что Филлипс будет дежурить с 08:00 до 14:00 и с 20:00 до 02:00. Соответственно, его товарищ находился на вахте с 14:00 до 20:00 и с 02:00 до 08:00.

## Крушение
В те времена радиотелеграф был ещё непривычным новшеством — это делало «чудо техники» особенно интересным в глазах пассажиров, посылавших огромное количество телеграмм родственникам и друзьям на берег или на другие суда. После выхода из Саутгемптона радистов буквально завалили посланиями частного характера, и в результате перенапряжения радиопередатчик был повреждён. Филлипсу понадобилось около шести часов на наладку его работы.
Как приблизительно подсчитал Брайд, в воскресный вечер было отправлено и получено около 250 сообщений. Работавшие по 12—14 часов в сутки за 30 долларов в месяц операторы выбивались из сил, с трудом устанавливая связь и повторяя по нескольку раз каждое сообщение. В такой ситуации они могли потерять бдительность и не уделить достаточного внимания ледовым предупреждениям, шедшим к ним с других судов. Сообщение о льдах прямо по курсу «Титаника», принятое с парохода «Месаба» в 21:40, даже не попало в руки капитана Эдварда Смита, как и предупреждения, посланные ранее с «Ноордама» и «Америки». Телеграммы, представлявшие жизненную важность для судна, оказались завалены частными сообщениями от пассажиров и забыты измученным оператором. Всего за час до столкновения радист парохода «Калифорниэн» Сирил Эванс попытался сообщить о задержавшем их ледяном поле, но Джек Филлипс прервал его: «Заткнись! Я работаю, у меня связь с мысом Рейс, а ты мешаешь!». Позже Эванс рассказал о том, что радист «Титаника» немедленно продолжил частную передачу, полностью проигнорировав оглушившие его минуту назад сигналы с почтового парохода. Оператор «Калифорниэн» не использовал при передаче пометку MSG, принятую для сообщений особой важности, и заваленный работой Джек Филлипс, видимо, просто не воспринял его всерьёз.
День для радистов «Титаника» выдался настолько тяжёлый, что Гарольд Брайд собрался подменить своего товарища на 2 часа раньше обычного. Но тут в радиорубке появился капитан Смит, сообщивший о том, что лайнер столкнулся с айсбергом и велевший быть наготове, чтобы передать сигнал о помощи. Затем капитан ушёл, но через несколько минут вернулся, и, дав радистам листок с координатами «Титаника», приказал Филлипсу подать предусмотренный правилами сигнал бедствия.
К тому времени код SOS, уже принятый как международный сигнал бедствия, по-прежнему использовался в основном операторами Telefunken, а радисты английских кораблей, работавшие со станцией Marconi, предпочитали сигнал CQD /Come Quickly Disaster/, и Джек Филлипс не стал исключением. Коммерческая война двух компаний сделала сотни пассажиров и членов команды «Титаника» своими заложниками.
В 00:14 с гибнущего судна был послан сигнал: «CQD MGY/Titanic/ 41.46 N 50.24 W». Французское судно «Ла Прованс» и канадский «Маунтин Темпль» первыми услышали призыв о помощи. Немецкий пароход «Франкфурт» ответил: «O.K, WILL TELL THE BRIDGE RIGHT AWAY» («О’кей. Ждите») — но он был слишком далеко, в 224 км от места трагедии. Сигналы с «Титаника» поймали также радиостанция мыса Рейс, лайнер «Вирджиниэн», русское трамповое судно «Бирма» и даже молодой радиолюбитель Дэвид Сарнов, расположившийся со своей станцией на крыше универмага Уонамейкера в Нью-Йорке. Дежуривший в ту ночь на мысе Рейс радист позже вспоминал о том, что первоклассный оператор «Титаника» Джек Филлипс снизил скорость своей передачи с более 30 до всего 15 слов в минуту — чтобы менее профессиональные телеграфисты успевали записывать все сообщения с тонущего судна. Он ни на минуту не прекращал вещания, пока около двух часов ночи обесточенный передатчик «Титаника» не замолчал навсегда.
Часы показывали уже 00:25, когда откликнулась ничего не подозревавшая «Карпатия», чей радист как раз собирался передать какие-то телеграммы для пассажиров «Титаника», но Филлипс оборвал его: «COME AT ONCE. WE HAVE STRUCK A BERG. IT'S A CQD OM. POSITION 41.46 N 50.14 W» («Немедленно идите на помощь. Мы столкнулись с айсбергом. Это сигнал бедствия, старина. Наши координаты 41.46 N, 50.14 W»). Оператор «Карпатии» ответил, что они находятся всего в 58 морских милях от гибнущего лайнера и теперь спешат на помощь «изо всех сил».
Чуть позже Филлипс передавал: «MGY CQD, HERE CORRECT POSITION 41.46 N. 50.14 W. REQUIRE IMMEDIATE ASSISTANCE. WE HAVE COLLISION WITH ICEBERG. SINKING. CAN HEAR NOTHING FOR NOISE OF STREAM» («MGY CQD, вот правильные координаты 41.46 N 50.14 W. Требуем немедленной помощи. У нас случилось столкновение с айсбергом. Тонем. Ничего не слышно из-за грохота паровых труб»). Это сообщение повторялось следующие 15 или 20 минут. Затем Гарольд Брайд предложил товарищу: «Пошли SOS, это новый сигнал, а то тебе, может быть, больше никогда не придется посылать его!». Джек Филлипс посмеялся над его шуткой, и в 00:45 с «Титаника» был послан сигнал SOS. Существует распространённое заблуждение, что впервые в истории сигнал SOS был подан именно с «Титаника» в 00:45. В действительности этот случай был по меньшей мере восьмым по счёту.
Примерно в это время японское судно «Иппиранга» поймало его слабый сигнал «…MGY CQD SOS SOS CQD CQD DE MGY WE ARE SINKING FAST PASSENGERS KEIN…» («…MGY CQD SOS SOS CQD CQD DE MGY, быстро тонем, пассажиры…»). Призывы о помощи повторялись ещё 30 минут, но большая часть кораблей, слышавших их, была слишком далеко: «Вирджиниэн» в 170 милях (273 км), брат-близнец «Титаника», «Олимпик» — в 500 милях (804 км). Многие, похоже, просто не понимали, что происходит. В 01:25 «Олимпик» телеграфировал: «Идете ли вы на юг, навстречу нам?» — «Мы эвакуируем женщин в шлюпках», — ответил Филлипс. Радист «Франкфурта» настолько дотошно выспрашивал подробности происшествия, что разозлённый Джек в конце концов грубо оборвал его: «Дурак, слушай и не мешай работать».
В 01:30 оператор «Титаника» телеграфировал: «Мы высаживаем пассажиров в маленькие шлюпки»
В 01:45 Филлипс передал просьбу радисту «Карпатии»: «Приходите как можно скорее, старина; вода в машинном отделении дошла до котлов».
В 02:00 «Вирджиниэн» ещё ловила его сигналы, но они были очень слабы из-за падения напряжения в передатчике (пытаясь отрегулировать искроразрядник так, чтобы продолжать работу, Джек Филлипс отстукал две буквы V, как раз и принятые на американском лайнере).
К тому времени младший радист Гарольд Брайд каким-то чудом смог надеть на своего товарища, не отрывавшегося от работы, пальто и спасательный жилет. Когда дело дошло до сапог, Филлипс спросил, остались ли ещё шлюпки — а то, может быть, сапоги уже и не нужны.

…Я вышел на палубу и огляделся. Вода была уже очень близка к шлюпочной палубе. Там царила настоящая паника, и как бедняга Филлипс продолжал работать несмотря на это, я не знаю. Он был храбрым человеком. Я полюбил его в ту ночь, и внезапно почувствовал настоящее благоговение, глядя, как он продолжает спокойно работать, когда все вокруг мечутся в неистовстве. Я никогда не позволю себе забыть труд Филлипса в последние ужасные минуты. Шлюпочная палуба начала покрываться водой. Филлипс безотрывно посылал и посылал сигналы. Он продолжал делать это даже спустя десять или пятнадцать минут после того, как капитан освободил его. Затем вода полилась в нашу рубку.
— Г. С. Брайд
Последний сигнал с «Титаника» был зафиксирован примерно в 02:17. После того, как капитан Смит освободил радиооператоров, Филлипс побежал по направлению к корме судна, а Брайд присоединился к тем, кто пытался освободить складные шлюпки «А» и «В» на крыше кают для командного состава. Им не суждено было увидеться снова — в 02:20 «Титаник» полностью ушёл под воду.

## После гибели «Титаника»
Осталось неизвестным, что точно случилось с Дж. Дж. Филлипсом после того, как затонуло судно. Кто-то из спасшихся утверждал, будто старший радист «Титаника» добрался до перевёрнутой парусиновой шлюпки В и даже подбадривал товарищей по несчастью, перечисляя, какие суда и как скоро придут к ним на помощь. Однако в почти полной темноте несложно было спутать его с Гарольдом Брайдом, который также спасался на этой шлюпке, тем более, что мало кто на лайнере знал телеграфистов в лицо. Более или менее достоверными источниками являются заявление самого Брайда о том, что он видел тело Джека Филлипса едва ли не перед самым прибытием на «Карпатию»:

…Один человек был мёртв. Я перебрался через него и достиг лестницы, мои ноги ужасно болели. Мертвец был Филлипсом. Он умер на плоту от усталости и холода, полагаю. Он был уже измучен, когда случилось крушение. Он выполнял свою тяжёлую работу, пока не прошёл кризис — а затем, наверное, просто погиб от упадка сил…
— Г. С. Брайд
И второго помощника капитана, Чарльза Лайтоллера, в своей автобиографической книге «„Титаник“ и другие суда» также упомянувшего о том, что видел Филлипса на парусиновой лодке В:

…Филлипс, старший радист, стоявший рядом со мной, назвал мне различные суда, откликнувшиеся на наш призыв.
…Как выяснилось, информация Филлипса и подсчёты были приблизительно правы, хотя бедняга Филлипс не дождался спасения.
…Я думаю, это было последнее и ужасное волнение, выбившее опору из-под Филлипса, потому что он вдруг соскользнул вниз…
…и хотя мы поддержали ему голову, он так и не пришёл в себя. Я настаивал на том, чтобы его взяли в шлюпку вместе с нами, надеясь на то, что он может быть все ещё жив, но было уже слишком поздно.

При этом среди останков погибших Джек Филлипс опознан не был. Куда подевалось тело, если он действительно спасался на перевёрнутой парусиновой шлюпке В, непонятно.
Так или иначе, он стал настоящим героем для своего городка. Родители Джека получили целое море писем и телеграмм со словами поддержки и восхищения — восхищения бесстрашием их сына. «Невозможно ответить лично на каждое из них», — сказал Альфред Филлипс корреспонденту одной из газет Годалминга, — «Тяжёлый удар для нас, потерять сына таким образом, но мы находим какое-то утешение в той огромной симпатии, какую высказывают нам даже люди, которых мы совсем не знаем, — а также в понимании того, что усилиями Джека были спасены многие жизни». Среди приходивших Филлипсам посланий были письма от матери одного из молодых радиооператоров, служившего на другом корабле, и от отца Гарольда Брайда. Особенно им запомнилась фраза одного из писавших: «Лучше быть родителями погибшего героя, чем живого труса».
В настоящее время во многих почтовых отделениях Англии и некоторых других стран находятся мемориалы, посвящённые Джону Джорджу Филлипсу, служившему и погибшему на «Титанике».

## В культуре
Образ Джека Филлипса — радиста, который напряжённо и самоотверженно стучит сигнал «SOS», призывая идти на помощь терпящим бедствие, когда радиорубка уже заливается водой, — отображён во всех без исключений фильмах, посвящённых трагедии «Титаника»; в немом немецком фильме 1912 года «Ночь во льдах» он один из центральных персонажей, которому уделена почти треть экранного времени фильма. Вместе с тем, в вариации 1929-го и немецком фильме 1943-го его играли актёры гораздо более старшего возраста.
В знаменитом фильме 1997 года его роль исполнил Грегори Кук.